# 千頭車站
千頭車站（日语：／ Senzu eki */?）是一位於日本靜岡縣榛原郡川根本町千頭，由大井川鐵道所經營的鐵路車站。千頭車站是大井川鐵道所擁有的兩條鐵路線、大井川本線與井川線的交會車站，也是附近著名的觀光名勝寸又峽溫泉的主要進出門戶。位於山區的車站標高299.8公尺，並入選為中部車站百選（中部の駅百選）名單之一。
由於是兩條鐵路線的起點站，千頭車站內採的是港灣式月台設計。大井川本線與井川線雖然都是一樣的軌距（1067mm窄軌），但卻是採用截然不同的軌道設計。其中井川線是日本僅有的一條齒軌鐵路（採Abt式設計），行駛於大井川本線的列車在抵達本站後，會換上齒軌鐵路專用的機車頭，再繼續駛入井川線。除了列車的動力變更外，站區內另有佔地不小的車庫設施，與過去供蒸汽機車掉頭用的轉車台，曾由日本國鐵使用過的49616號蒸氣機車頭（一輛日本國鐵9600型蒸汽機車），目前是保存在千頭車站內作為靜態展示使用。

## 通過路線
- 大井川鐵道
  - 大井川本線
  - 井川線